# Kulu
Kulu er en by og et distrikt af provinsen Konya i det centrale Anatolien i Tyrkiet. Kulu er beliggende tæt på hovedstaden Ankara og har omkring 51.612 indbyggere. 
Omkring 50.000 af etniske tyrkere/kurdere, som har bosat sig i Sverige, har deres rødder fra Kulu. Tyrkere mener at være emigreret fra Kulu hovedsagelig til Sverige, men også Danmark, Holland, Frankrig, Belgien og Tyskland. Udvandringen begyndte i slutningen af 1960'erne, og nåede sit højdepunkt i 1970'erne. Det tyrkiske mindretal i Sverige skulle antages, at være mindst 60% fra Kulu.[kilde mangler]
Mange emigrerede til Sverige i 1960'erne og 1970'erne, da behovet for udenlandsk arbejdskraft var højt. Tanken var dengang kun at arbejde et par år i Sverige, Danmark og andre europæiske lande for at tjene penge, og derefter vende tilbage til deres hjemland. En stor del forblev dog i de nye lande.
Distriktet omfatter syv kommuner Celep, Karacadağ, Kırkpınar, Kozanlı, Tavşançalı, Tuzyaka, og Zincirlikuyu. Distriktet omfatter 28 landsbyer og dækker et område på 1.608,80 km². Hovedvejen mellem Ankara / Konya skærer midt igennem Kulu.
Kulu er blandt andet kendt som Kulufornia i hjemlandet, fordi mange af Kulus oprindelige indbyggere er emigreret til Europa.
Den 21. april 2009 besøgte Sveriges statsminister Fredrik Reinfeldt Kulu. 
Fahrettin Koca som er landets 59. sundhedsminister er oprindeligt fra Kulu, Ömeranlı. 

## Væsentligste seværdigheder i provinsen
I Kulu findes der en park "Olof Palme Parki", som blev bygget tilbage i 1972 af borgmester Mehmet Yildiz og blev i 1986 døbt efter den svenske statsministers død, Olof Palme. Gaden hvor parken ligger, hedder "Olof Palme Caddesi".
Et af de mest besøgte steder er "Tuz Gölü" , som direkte oversat til dansk betyder, Salt søen. Tuz Gölü er med sit areal på 1.665 km² den næststørste sø i Tyrkiet og en af de største hypersalte søer i verden.
I 2022 juli måned slog Burger King dørene op for en ny restaurant i Kulu, og har siden været en foretrukket spisested i provinsen.  